# Rendzsu
A rendzsu (連珠) egy két résztvevős absztrakt stratégiai táblás játék, a gomoku (五目並べ) professzionális változata. Körülbelül egy évszázada fejlesztették ki Japánban. Magát az elnevezést először a Jorozu Csóhó (萬朝報) című lapban használták, amely szó szerint annyit jelent, hogy „sor kőből”. Csakúgy, mint a gomokuban, öt követ kell egymás mellé helyezni a győzelem elérésének érdekében, azzal a kitétellel, hogy az első játékosra (fekete) szigorúbb szabályok vonatkoznak.

## Története
A rendzsu első változata már több mint négy évezrede létezik szerte a világon. Ezt a variánsát számtalan néven ismerik: gomoku, gobang, omok, wuziqi (五子棋), connect5, piskvorky, noughts & crosses, 5 in Line, rendzsu, luffarschack, caro. A játék az i. e. 20. században jött létre a kínai Sárga-folyó deltájában. Mára azonban előkerültek olyan források, amelyek azt bizonyítják, hogy ugyanezt a játékot kínai hatástól függetlenül az antik Görögországban és Amerika egyes ősi civilizációi is megalkották. Japánban a Jajoi-kor legelején (i. e 3. század) vált elterjedtté Kakugo (öt lépés) néven. Később különféle megnevezésekkel illették, mint goren (öt egy sorban), goseki (öt kő), gomoku (öt pont egy sorban) és végezetül a rendzsu. Az 1880-as évekre a gomoku igen népszerűvé vált, főként a laikusok körében. Ha ugyanis két tapasztalt játékos került szembe egymással, az elsőnek az esetek döntő többségében sikerült kikényszerítenie egy győzelmet. Ez nagyban megakadályozta azt, hogy a játékot professzionális szinten komolyan vegyék. A 19. század folyamán Japánban több próbálkozás született az első játékos előnyeinek kiküszöbölése érdekében. Ennek eredményeképp a tábla méretét 15x15-re csökkentették (az eredeti méret 19x19), valamint a fekete számára a dupla négyes, a dupla hármas és az overline sem engedélyezett már. Az új szabályokat 1936-ban, a Japán Rendzsuszövetség létrejöttekor fektették le hivatalosan.
Mint később kiderült, a fekete még mindig jelentős előnnyel bírt, ezért a nyitásokat illetően további szigorításokat vezettek be.  Ennek eredményeképp született meg 2010-ben az ún. Jamagucsi-féle, majd ezt követően 2018-ban a Soosõrv-8-féle nyitás.

## Fogalmak és definíciók
Overline: hat vagy több ugyanolyan színű kő helyezkedik el egymás mellett függőlegesen, vízszintesen vagy átlósan, töretlen sorban.
Ötös: Pontosan öt egyforma színű kő helyezkedik el egymás mellett függőlegesen, vízszintesen vagy átlósan, töretlen sorban.
Direkt négyes: négy egyforma színű kő helyezkedik el egymás mellett függőlegesen, vízszintesen vagy átlósan, töretlen sorban, úgy, hogy a sor mindkét vége nyitott.
Négyes: Négy egyforma színű kő egy sorban úgy helyezkedik el, hogy az öt kő kirakásához már csak egy hiányzik.
Hármas: Három egyforma színű kő helyezkedik el egy töretlen sorban, vagy egy hely kihagyásával, amennyiben a következő lépésben direkt négyest kapunk.
Dupla négyes: A játékos egyetlen lépésben több mint egy négyest rak ki.
Dupla hármas: A játékos egyetlen lépésben több mint egy hármast rak ki.
Négyes-hármas: Egy négyest és egy hármast egyszerre, egy lépésből rak ki a játékos.
VCF (Victory by Consecutive Fours): Négyesek egymás utáni kirakásával elért győzelem.
VCT (Victory by Consecutive Threats): Hármasok vagy négyesek egymás utáni kirakásával vagyis Állandó Fenyegetések által elért győzelem.
Fukumi: Egy olyan lépés, amely Négyesek általi győzelemhez vezet, amennyiben az ellenfél nem védekezik megfelelően.
Jobi: Egy offenzív lépés, amely Fenyegetések általi győzelemhez vezet, egy közvetett támadási módszer.

## Szabályok
Az egyik játékos a fekete, míg a másik a fehér kövekkel rendelkezik.
A játékosoknak felváltva kell egyet-egyet lépniük. Ez jelentheti egy kő valamely rácspontra helyezését, vagy a következő lépésről való lemondást (passzolás).
Egy lépést akkor tekinthetünk véglegesnek, amikor a játékos már nem ér a kőhöz.
A játékosnak joga van megigazítani egy vagy több kövét a rácspontjaikon belül, akkor ha előtte informálja szándékáról az ellenfelét.
Ha a játék folyamán egy vagy több kő rendezetlen pozícióba kerül vagy a köveket nem megfelelően helyezték le, a köveket a baleset előtti állapotába kell visszaigazítani. Ha ez az valamelyik játékos hibájából nem megvalósítható, az említett elveszíti a játékot. Ha a felmerült problémáról egyik játékos sem tehet, akkor új játékot kell kezdeni.

### Nyitások
A játék kezdetekor a játékosok közös megegyezés alapján meghatározzák, hogy melyikük kezdjen. Ez még nem feltétlenül a végleges felosztás.
Az ideiglenes fekete egymás után három lépést játszik (két fekete és egy fehér követ rakhat le).
Ezután az ideiglenes fehér vagy cserél a feketével, vagy mindketten megtartják eredeti pozíciójukat. Ezen később már nem lehet változtatni.
A negyedik lépésben a fehér egy opcionális rácspontra helyezi egy kövét.
A feketének kétféle javaslatot kell felvetnie az ötödik lépést illetően, melyekből aztán a fehér kiválasztja a neki megfelelőt.
Az ötödik lépés az utolsó rendhagyó, nyitásra vonatkozó szabály.
Az első három lépés erejéig tilos passzolni.

### Az óra használata
Meghatározott időn belül a játékosoknak meghatározott számú lépést kell tenniük.
Az idő ellenőrzése egy specifikusan erre a célra tervezett órával történik.
Amint a játék megkezdődik, a fekete órája elindul. Egy lépés megtétele után az adott játékos ugyanazzal a kezével, amelyikkel lépett, megállítja a saját óráját, ezzel párhuzamosan pedig elindítja az ellenfeléét. Ez kizárólag közvetlenül a lépés megtétele után lehetséges, ellenkező esetben a játékos megzavarná a játékot. Amennyiben az egyik játékos elfelejti megállítani az óráját, az ellenfélnek nem kötelessége figyelmeztetni.
Az utolsó lépés akkor számít befejezettnek, amikor a játékos megállítja az óráját.
Az óra által mért idő érvényesnek minősül, amíg az óra pontosan működik. Ha egy játékos fel szeretné hívni a figyelmet az óra meghibásodott voltára, ezt azonnal meg kell tennie.
Ha a játék a játékosok hibáján kívül kerül megszakításra, az órákat a felmerült probléma megoldásáig meg kell állítani.
Egyedül a játékosok és a verseny szervezője hívhatják fel a figyelmet arra, hogy egy játékos ideje lejárt, vagy elfelejtette megállítani az óráját.
Az órákat akkor is el kell indítani egy meghatározott időpontban, ha egyik vagy mindkét játékos elkésik. Az odaérkezésig eltelt idő mindkét játékostól levonódik.

### A játék megnyerése
Az a játékos nyer, aki először rak ki öt követ egy töretlen sorba. A fehér esetében az overline is győzelemnek számít.
Ha az egyik játékos feladja, ellenfele automatikusan nyer.
A fehér automatikusan megnyeri a játékot, ha a fekete overline-t, dupla négyest vagy dupla hármast rak ki.
A fekete számára engedélyezett a dupla hármas, ha az alábbi két feltételnek legalább az egyike teljesül: a) a kettő közül csak az egyik hármasból rakható ki egy direkt négyyes úgy, hogy a fekete bárhová teszi is le a kövét, semmi esetre sem jöhetne ki dupla négyes vagy overline. Ha a fekete dupla hármast rak ki, és nem veszi észre, hogy a következő lépésben lehetséges overline-t vagy direkt négyest lépnie, szabálysértésnek minősül, mely által a fekete kizárható a játékból.
b) a hármasok egyikéből kirakható egy direkt négyes, ha ezzel egy időben a kő lerakásával nem találkozik két hármas, tiltott dupla hármast alkotva ezzel.
A győzelem lehetséges úgy is, hogy a játékos bizonyítani tudja, hogy az ellenfelének lejárt az ideje, vagy nem tett meg elegendő lépést a meghatározott időn belül.
A győzelem egyedül akkor számít érvényesnek, ha a játékos jelzi, hogy nyert, és ezzel egy időben mindkettejük óráját megállítja.
Ha a feketének ötös sora van, viszont ezt nem veszi észre, nem hívja fel győzelmére a figyelmet, és miután a fehér lépett szabálytalan lépéssel folytatja a játékot, a fehér megnyeri a játékot (amennyiben észreveszi a hibát).
Ha a fekete dupla négyest vagy dupla hármast lép, de a fehér erre nem felfigyelve tovább folytatja a játékot, utána már nem nyerhet a szabálytalan lépésre hivatkozva. Overline esetén a fehér utólag is kijelentheti győzelmét abban az esetben, ha a feketének nincs ötös sora vagy a játék nem ért véget valamilyen más módon.

### Döntetlen
A játék eredménye döntetlen, ha:
a táblán már nem maradt szabad hely,
a játékosok közösen így állapodtak meg,
a játékosok egymás után egyet-egyet passzolnak,
mindkét játékos ideje lejárt,
egy játékos csak akkor indítványozhat döntetlent, amikor ő lép. Ezután elindítja az ellenfele óráját, aki vagy elfogadja vagy visszautasítja az ajánlatot. A kezdeményező fél már nem vonhatja vissza javaslatát.

### A verseny rendezőjének feladatai
Gondoskodnia kell arról, hogy a játékosok betartsák a szabályokat.
Neki kell az esetleges vitákban döntést hoznia.
Biztosítania kell a verseny zavartalanságát.
Szabályszegés esetén büntetést kell kiszabnia.
Ki kell szabnia a megszakított játék újrakezdésének időpontját.

## Nemzetközi Rendzsuszövetség
A Nemzetközi Rendzsuszövetség egy internacionális intézmény, mely összeköti és irányítja a hivatalosan működő rendzsu szervezeteket, valamint az új szabályok beiktatásáért is felel. Feladatai közé tartozik még a világbajnokságok megrendezése és a rendzsu népszerűsítése.
1988 augusztus 8-án alapították Stockholmban.
Jelenleg tizenöt aktív tagja van, ebből három ország az alapítók közé tartozik (Japán, Oroszország és Svédország).
| NRSZ tagok        |             |
| Ország            | Státusz     |
| Japán             | alapító tag |
| Oroszország       | alapító tag |
| Svédország        | alapító tag |
| Kanada            | tag         |
| Kínai Köztársaság | tag         |
| Makaó, Kína       | tag         |
| Tajpej, Kína      | tag         |
| Csehország        | tag         |
| Észtország        | tag         |
| Finnország        | tag         |
| Görögország       | tag         |
| Korea             | tag         |
| Lengyelország     | tag         |
| Törökország       | tag         |
| Üzbegisztán       | tag         |
| Örményország      | passzív tag |
| Azerbajdzsán      | passzív tag |
| Fehéroroszország  | passzív tag |
| Lettország        | passzív tag |
| Ukrajna           | passzív tag |

## Világbajnokságok
Először az 1988-as első NRSZ-konferencián esett szó a rendzsuvilágbajnokság megrendezéséről, amely egy évvel később, Kiotóban került megrendezésre. Azóta minden évben megtartják.
1996 óta csapat- és ifjúsági világbajnokságokat, 1997 óta női világbajnokságokat is szerveznek minden második évben.

## Európa bajnokság
1993-ra a rendzsut már több Európai országban is professzionális szinten művelték, ezért igény mutatkozott egy Európa Bajnokság megrendezésére.
1994 és 1996 között évente szervezték meg, de később az NRSZ úgy határozott, hogy a verseny színvonalának növelése érdekében kétévente fogják lebonyolítani.
1994 óta Csapat-, 1997 óta Ifjúsági Európa Bajnokságot is tartanak minden második évben.

## A rendzsu és a mesterséges intelligencia
Mióta 1992-ben a gomokut megfejtették a Victoria számítógépes program segítségével, többen vállalkoztak a rendzsu megoldására is. A szabad rendzsut végül 2001-ben oldották meg, a mai napig is használt Soosõrv-8-féle nyitást pedig még senkinek sem sikerült.
2000 óta minden évben megrendezik a Gomokupát, amelyhez 2016-ban a rendzsut is hozzáadták mint versenyszámot. A bajnokságon számítógépes programok versenyeznek egymással különböző kategóriákban. Jelenleg a legerősebb rendzsuprogramként a Jihszin (Yixin)t tartják számon, mely elsőként volt képes a világ legjobb játékosainak egyike ellen nyerni. A thai címvédőt 2017-ben 3-1-re verte meg, 2018-ban pedig döntetlent játszott az egykori világbajnok, Csi Kuan (Qi Guan) ellen.